# Élections législatives norvégiennes de 1981
Les élections législatives norvégiennes de 1981 (Stortingsvalet 1981, en norvégien) se sont tenues le 14 septembre 1981, afin d'élire les 155 députés de l'assemblée législative du pays, le Storting, pour un mandat de quatre ans.

## Résultats
Le bloc de gauche, composé du Parti travailliste (AP) et du Parti socialiste (SV) totalise 70 sièges sur 155. Le bloc de droite, qui regroupe le Parti conservateur (H), le Parti du centre (SP) et le Parti populaire chrétien (KrF) totalise 79 sièges, obtenant ainsi la majorité absolue.
C'est donc un premier ministre de droite, Kåre Willoch, qui dirige le pays. Nommé ministre d’État du Royaume de Norvège, il prend la tête d'un gouvernement minoritaire constitué uniquement de conservateurs, une première depuis 1928. Au bout de deux ans, il intègre le Parti populaire chrétien et le Parti du centre dans son cabinet.